# Nelson DeMille
Pour les articles homonymes, voir DeMille.
Nelson Richard DeMille, né le 23 août 1943 à Jamaica (New York) et mort le 17 septembre 2024 à Mineola (État de New York), est un romancier américain.
Il est l'auteur de thrillers, de romans policiers et de romans d'espionnage.
Nelson DeMille a également écrit sous les pseudonymes de Jack Cannon, Kurt Ladner et Brad Matthews.

## Biographie
Nelson DeMille est né à New York le 23 août 1943. Son père, canadien, était maçon tandis que sa mère, d'origine new-yorkaise, élevait leurs quatre enfants. Ses parents déménagent bientôt pour Long Island, où DeMille vit encore aujourd'hui et où il a situé l'action de plusieurs de ses romans (The Gold Coast, Plum Island, Word of Honor, Night Fall).
Il fréquente le lycée local, puis étudie trois ans à l'université Hofstra avant d'être appelé sous les drapeaux. Après une formation dans une école militaire, il est nommé lieutenant. Il passe trois années dans l'armée (1966-1969), dont une au Viêt Nam comme chef de section dans l'infanterie. Il est décoré de l'Air Medal, de la Bronze Star et de la Croix de la Vaillance vietnamienne. Au terme de son service, il retourne à l'université où il obtient sa licence en Sciences politiques et Histoire. De 1970 à 1976, il exerce divers métiers, notamment enquêteur d'assurances.

## Œuvre
Admirateur de Cheever, d'Agatha Christie, de Conan Doyle, de Graham Greene, d'Hemingway, de Somerset Maugham, d'Orwell ou encore de Steinbeck, Nelson DeMille décide en 1974 de devenir écrivain. Il a alors pour ambition d'écrire le plus grand roman de guerre américain de son époque.
En attendant, sur les conseils d'un ami travaillant dans l'édition, il débute par une série de romans policiers mettant en scène un enquêteur de la police de New York et paraissant directement en livres de poche. Il les considère aujourd'hui comme « heureusement tous épuisés et difficiles à trouver ». Ces livres sont du reste parus sous divers pseudonymes (dont celui de Jack Cannon). La raison de ce choix est qu' « il voulait écrire un jour de meilleurs romans sous son vrai nom ».
En 1976, il décide de se consacrer à l'écriture à plein temps et connaît son premier succès, dès 1978 avec By the Rivers of Babylon. Bien accueilli par la critique, le roman figure dans la sélection du très populaire club de livres Book of the Month Club et rencontre un grand succès auprès du public. Il a depuis écrit douze romans (dont un en collaboration avec son ami d'enfance Thomas Block), à intervalles relativement réguliers (il s'écoule environ deux ans entre la conception d'un livre et sa publication) alternant thrillers, romans policiers et romans d'espionnage. Une place à part doit être faite à The Gold Coast, roman de mœurs et satire sociale dans la veine de Tom Wolfe, dont DeMille est un admirateur, et tentative d'écrire, selon son auteur, « un livre qui serait pris au sérieux ».
Depuis By the Rivers of Babylon, tous ses livres ont été des succès de librairie, et plusieurs ont figuré en tête du classement hebdomadaire établi par le New York Times. Au total, il a vendu plus de 30 millions de livres dans le monde. Ses romans ont été traduits en vingt-et-une langues et publiés dans trente pays.

## Techniques d'écriture, thèmes et personnages

### Techniques d'écriture
Pour créer un rythme élevé, Nelson DeMille a fréquemment recours aux phrases et aux paragraphes courts et à des chapitres brefs. Quant au suspense, il est entretenu, non seulement par les fréquents rebondissements de l'action, mais aussi, sur le plan de l'écriture, par le recours fréquent à des fins de chapitres ouvertes.

### Thèmes
Dès son premier ouvrage, Nelson DeMille s'est inspiré de l'actualité. By the Rivers of Babylon, qui raconte comme un groupe d'Israéliens se retrouve assiégé par une bande de terroristes Palestiniens dans les ruines de l'antique cité de Babylone, s'inscrit en effet dans le contexte de l'émergence du terrorisme palestinien. Depuis, l'actualité a souvent servi de prétexte à l'intrigue de ses livres : terrorisme moyen-oriental (outre By the Rivers of Babylon, The Lion's Game), nationalisme irlandais (Cathedral), guerre froide finissante (The Talbot Odyssey, The Charm School), explosion du vol 800 de la TWA (Night Fall).
Vétéran du Viêt Nam, DeMille s'est aussi inspiré de ses souvenirs pour écrire Word of Honor et Up Country, ce dernier rédigé après un séjour au Viêt Nam au cours duquel il a visité les endroits où il avait combattu.

### Personnages
Les héros de Nelson DeMille sont souvent un couple (homme plein d'humour, femme très séduisante), qui se forme généralement en cours de roman (Sam Hollis / Lisa Rhodes dans The Charm School, Paul Brenner / Cynthia Sunhill dans The General's Daughter, John Corey / Kate Mayfield dans The Lion's Game, Paul Brenner / Susan Webber dans Up Country...).
Les méchants sont fréquemment des sadiques, parfois déséquilibrés, avec une inclination pour la torture (Ahmed Rish dans By the Rivers of Babylon, Peter Thorpe dans The Talbot Odyssey, le colonel Burov dans The Charm School, Asad Khalil dans The Lion's Game, le colonel Mang dans Up Country).
Deux personnages apparaissent de façon récurrente dans les romans de DeMille : John Corey et Paul Brenner. Tous deux figurent dans des romans écrits à la première personne. Ils illustrent l'humour sarcastique qui est pour beaucoup dans le succès de DeMille.

#### John Corey
John Corey est le héros de trois des quatre derniers romans de Nelson DeMille : Plum Island, The Lion's Game et Night Fall. Dès sa première apparition, John Corey a été très apprécié des lecteurs, raison pour laquelle il est devenu, pour la première fois chez DeMille, un personnage récurrent.
D'origine irlandaise, John Corey est d'abord enquêteur chargé des homicides à la police de New York (dans Plum Island, il est en convalescence après avoir été grièvement blessé en service), avant de rejoindre la section Moyen-Orient de l'Anti-Terrorist Task Force, un groupement anti-terroriste réunissant police de New York et agences fédérales (FBI, CIA) (The Lion's Game, Up Country).
Ses principales caractéristiques sont son humour caustique et politiquement incorrect, son cynisme, son manque de respect de la hiérarchie et des procédures. C'est aussi un séducteur qui, avant de se marier (pour la seconde fois), tend à changer de partenaire en changeant d'enquête.
Dans les romans dont le héros est John Corey figure aussi Ted Nash, un agent de la CIA. Tous deux se détestent cordialement, notamment en raison de leur propension à tenter de séduire la même femme. Laissé pour mort à la fin de The Lion's Game, il ressurgit pourtant dans Night Fall.
Kate Mayfield apparaît dans deux romans. Agent du FBI, collègue de Corey au sein de l'Anti-Terroriste Task Force, elle devient sa maîtresse, puis sa femme.

#### Paul Brenner
Paul Brenner est le personnage principal de deux romans : The General's Daughter et Up Country.
Il est enquêteur à la Division des enquêtes criminelles (CID ) de l'armée américaine. Il est mis à la retraite anticipée après le scandale provoqué par l'enquête sur la mort d'Elisabeth Campbell (The General's Daughter), mais on lui demande de reprendre du service pour une enquête au Viêt Nam dans Up Country.
Hormis le fait qu'il soit militaire (et vétéran du Viêt Nam), il est la réplique de John Corey : mêmes origines, même sens de l'humour caustique, même tendance à l'infidélité...

## Adaptations télévisées ou cinématographiques
Les droits de la majorité des romans de Nelson DeMille ont été achetés par des majors hollywoodiennes, mais seules trois adaptations ont pour l'heure été réalisées, dont une seule (Word of Honor) à laquelle DeMille a réellement collaboré.
- The General's Daughter (Le Déshonneur d'Elisabeth Campbell) (film sorti en 1999), réalisé par Simon West avec John Travolta et Madeleine Stowe
- Word of Honor (La Chute des héros) (téléfilm diffusé par TNT en 2003), réalisé par Robert Markowitz avec Don Johnson et Jeanne Tripplehorn
- Mayday (téléfilm diffusé par CBS en 2005), réalisé par T.J. Scott avec Aidan Quinn et Kelly Hu

## Œuvre

### Romans
Aux États-Unis, tous les romans de Nelson DeMille sont aujourd'hui édités par Warner Books.
- The Sniper (1974)
- The Hammer of God (1974), en français Haro sur les sorcières !, Gallimard, collection "Super Noire" (n°39), 1976  (ISBN 2070460398)
- The Agent of Death (1975)
- The Smack Man (1975), en français Les harengs font la malle??, Gallimard, collection "Super Noire" (n°70), 1977  (ISBN 2070460703)
- The Cannibal (1975)
- The Night of the Phoenix (1975), en français La nuit du Phœnix, Gallimard, collection "Super Noire" (no45), 1976  (ISBN 2070460452)
- By the Rivers of Babylon (1978)
- Mayday (1979) (avec Thomas Block), en français Mayday, Mayday !, Pocket, 2000  (ISBN 2266094092)
- Cathedral (1981)
- The Talbot Odyssey (1984)
- Word of Honor (1985), en français Paroles d'honneur, Le Livre de Poche, 2002,  (ISBN 2253135100)
- The Charm School (1988)
- The Gold Coast (1990), en français Le Voisin, Pocket, 2000  (ISBN 2266100157)
- The General's Daughter (1992), en français Le déshonneur d'Ann Campbell, Pocket, 2001  (ISBN 2266117947)
- Spencerville (1994), en français Retour de l'enfer, Pocket, 1997  (ISBN 2266066285)
- Plum Island (1997), en français L'Île des fléaux, Pocket, 2000  (ISBN 2266101897)
- The Lion's Game (2000), en français La Vengeance du Lion, Pocket, 2003  (ISBN 2266119494)
- Up Country (2002), en français Une histoire ancienne, Presses de la Cité, 2003  (ISBN 2258059747)
- Night Fall (2004), en français La Nuit des mirages, Michel Lafon, 2005  (ISBN 2749902878)
- Wild Fire (2006), en français Opération Wild Fire, Michel Lafon, 2007  (ISBN 978-2749907444)
- The Gate House (Suite de The Gold Coast) (2008), en français Le Domaine, Michel Lafon, 2010  (ISBN 978-2749912240)
- The Lion (Suite de The Lion's Game) (2010), en français Le Retour du lion, Michel Lafon, 2012  (ISBN 978-2-7499-1566-1)
- The Panther (2012)
- The Quest (2013)
- Radiant Angel (2015)
- The Cuban Affair (2017)
- The Deserter (2019)
- The Maze (2022)

### Nouvelles
- Revenge and Rebellion (avec sa fille Lauren), dans le recueil The Plot Thickens (1997)
- Rendezvous, dans le recueil Dangerous Women (2005)